# Orden de Vallombrosa

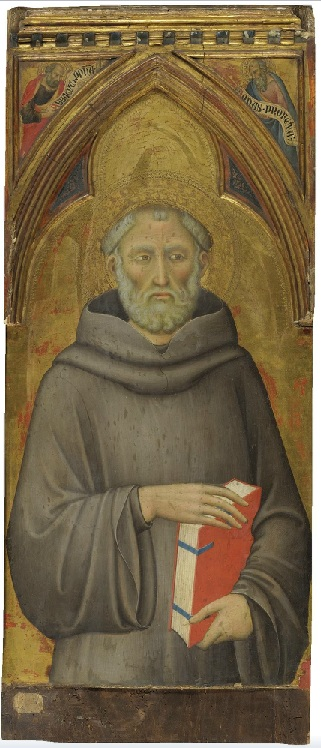
Juan Gualberto, fundador de la orden de Vallombrosa, en una pintura de Luca di Tommè.

La congregación religiosa de los vallombrosanos u Orden de Vallombrosa fue fundada en Italia en Vallombrosa en 1039 por el santo Juan Gualberto (v.995-1073), prior italiano. Fue aprobada por el papa en 1070. Su nombre deriva de la ubicación de su primera ubicación en Vallombrosa (en latín: Vallis umbrosa), valle a unos 30 km de la ciudad de Florencia.
Los Vallombrosianos se distribuyen en 9 monasterios y contaban en 2017 con 73 miembros, 48 de ellos presbíteros. Sus miembros utilizan la abreviación O.S.B. Vall. al final de sus nombres para distinguirsse de los benedictinos, que utilizan la abrebiación O.S.B.. 

## Historia
Se trata de una orden contemplativa que adoptó la regla de San Benito (benedictina), interpretada de manera muy austera. Juan Gualberto fue canonizado en 1193, por el papa Celestino III.
Poco después de la muerte de Juan Gualberto hubo un convento de hermanas legas junto al monasterio de Vallombrosa, que estaba bajo una hermana lega. Se considera a santa Humildad de Faenza (fallecida en 1310) como la fundadora de la rama femenina de las vallombrosas.